# Tân Hội, An Giang
Tân Hội là một xã thuộc huyện Tân Hiệp, tỉnh Kiên Giang, Việt Nam.

## Địa lý
Xã Tân Hội có vị trí địa lý:
- Phía đông giáp huyện Châu Thành và xã Tân An
- Phía tây giáp huyện Hòn Đất
- Phía nam giáp thành phố Rạch Giá
- Phía bắc giáp xã Tân Thành.

Xã Tân Hội có diện tích 44,45 km², dân số năm 2020 là 13.725 người, mật độ dân số đạt 309 người/km².

## Hành chính
Xã Tân Hội được chia thành 9 ấp: Đập Đá, Phú Hiệp, Phú Hòa, Phú Hội, Tân Hồng, Tân Hưng, Tân Lập, Tân Thọ, Tân Vụ.

## Lịch sử
Sau năm 1975, Tân Hội là một xã thuộc huyện Giồng Riềng.
Ngày 14 tháng 11 năm 2001, Chính phủ ban hành Nghị định số 84/2001/NĐ-CP về việc thành lập xã Tân Thành trên cơ sở 3.386,31 ha diện tích tự nhiên và 10.443 nhân khẩu của xã Tân Hội.
Sau khi điều chỉnh địa giới hành chính để thành lập xã Tân Thành, xã Tân Hội còn lại 4.390,63 ha diện tích tự nhiên và 12.859 nhân khẩu.